# Párování bází
Párování bází je označení pro způsob, jímž jsou nukleové báze (ať v DNA či v RNA) navzájem pospojovány pomocí vodíkových můstků. V typickém případě se párování bází odehrává na základě základních watson-crickovských pravidel komplementarity, tzn. báze adenin (A) páruje s thyminem (T) [či s uracilem v dsRNA] a báze guanin (G) páruje s cytosinem. Existují však i alternativní možnosti párování, které umožňují vznik některých méně obvyklých situací.
Pro komplementární pár bází (base pair) se používá zkratka bp.

## Watson-crickovské párování
Dvěma základními páry v typické dvouvláknové DNA je AT pár (adenin + thymin) a GC pár (guanin + cytosin), v dvouvláknové RNA se vyskytuje GC pár rovněž, ale druhým základním párem je AU pár (adenin+uracil). Pro tyto komplementární páry platí, že jedna z nukleových bází je vždy purin (A či G), druhá je pyrimidin (C, T, U). Jakékoliv jiné kombinace nukleových bází by silně deformovaly dvoušroubovici B-DNA a proto se v živých organismech téměř nevyskytují.
V GC páru jsou mezi guaninem a cytosinem tři vodíkové můstky, zatímco v AT páru jsou pouze dva. V učebnicích se běžně uvádí, že přítomnost tří vodíkových vazeb mezi G a C je důvodem vyšší stability oblastí DNA bohatých na GC páry. Ve skutečnosti jsou pravou příčinou tohoto jevu silné patrové interakce mezi nad sebou umístěným guaninovou a cytosinovou nukleovou bází.
Chargaffova pravidla říkají, že v DNA je stejný počet adeninových a thyminových zbytků (A = T), to samé platí pro guanin s cytosinem (G = C). To však nic neříká o tom, v jakém poměru jsou GC a AT páry v molekule DNA. Ve skutečnosti se tzv. obsah GC (GC content), tedy zastoupení GC párů v DNA, pohybuje u bakterií od 25 do 75 %, u savců v rozmezí 39-46 %.

## Alternativní párování bází

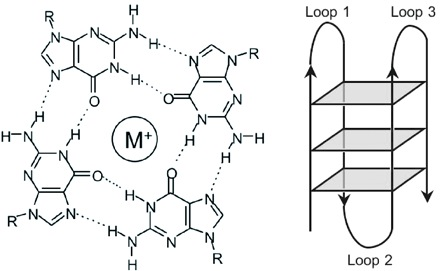
G kvartet, ukázka alternativního párování

Existuje celá řada dalších možností, jak pomocí vodíkových můstků spárovat báze, neboť atomů schopných podílet se na vzniku vodíkových vazeb je na molekulách purinů i pyrimidinů celá řada. Samostatnou kapitolou je tzv. hoogsteenovské párování pojmenované podle Karsta Hoogsteena, který je v 60. letech 20. století jako první popsal. Co se týče vazeb mezi adeninem a thyminem, hoogsteenovské páry vznikají buď mezi NH2 skupinou adeninu a ketoskupinou thyminu, nebo mezi N7 dusíkem adeninu a vodíkem na C1 thyminu. Podobně mezi guaninem a cytosinem může vznikat alternativní párování mezi ketoskupinou na šesté pozici guaninu a aminoskupinou na čtvrtém uhlíku cytosinu, případně mezi dusíkem na sedmé pozici guaninu a protonovaným dusíkem na pozici N1 cytosinu. Hoogsteenovské párování umožňuje vznik tzv. trojvláknové DNA (tripl-helixu). Mezi čtyřmi do čtverce uspořádanými guaniny dokonce může vzniknout tetraplex, tzv. G-kvartet.
Jinou možností je tzv. wobble párování, které umožňuje úsporné rozeznávání kodonů pomocí tRNA molekul. Při wobble párování může například guanin vytvářet vazbu s uracilem; někdy je rekrutován inosin, jenž má velmi obecné vazebné schopnosti a je schopen vázat se na C, A a U.

## Nepřirozené páry bází
Vědcům se podařilo syntetizovat již mnoho kandidátů na nepřirozené nukleové báze, jen naprostá menšina z nich je však skutečně replikovatelná DNA polymerázami a ještě menší počet umožňuje transkripci do RNA. Pouze u jediného umělého páru nukleových bází byla dosud (r. 2017) prokázána in vivo funkční ekvivalence s přirozenými páry (cytosin-guanin, adenin-thymin).
V r. 1989 se švýcarskému biochemikovi Stevenu Bennerovi a jeho týmu podařilo implementovat do struktury DNA modifikované nukleosidy iso-cytidin a iso-guanosin párující se vodíkovými můstky odlišně od C-G. Nové úseky byly in vitro schopné replikace a transkripce do RNA (přiřazování komplementárních deoxyribonukleosidů i ribonukleosidů).
V roce 1990 publikoval objev dalších pozměněných nukleosidů, a sice uměle vytvořeného „κ“ (chemicky 3-β-D-ribofuranosyl-(2,6-diaminopyrimidin)), párujícího se buďto s přirozeným xanthosinem (X) (má však nestálý deoxyribonukleotid) nebo uměle vytvořeným „π“ (chemicky 3-β-D-ribofuranosyl-(1-methyl-pyrazolo[4,3-d]pyrimidin-5,7(4H,6H)-dion)).
V r. 2002 vyvinul japonský biochemik se svým týmem další nepřirozený pár nukleových bází založených na purinu a pyridinu, fungující in vitro při transkripci a translaci, a sice „s“ (chemicky 2-amino-8-(2-thienyl)purin) a „y“ (chemicky pyridin-2-on). V roce 2006 pak vytvořili další takový pár, „Ds“ (chemicky 7-(2-thienyl)imidazo[4,5-b]pyridin) a „Pa“ (chemicky pyrrol-2-karbaldehyd) a v r. 2009 objevili, že vhodnější chování má pár „Ds“ s nově vytvořenou bází „Px“ (chemicky 4-[3-(6-aminohexanamido)-1-propynyl]-2-nitropyrrol).
Skupina amerických vědců vedených Floydem Romesbergem v r. 2008 vytvořila další dvojici párujících se deoxynukleosidů „d5SICS“ (chemicky 2-((2R,4R,5R)-tetrahydro-4-hydroxy-5-(hydroxymethyl)furan-2-yl)-6-methylisochinolin-1(2H)-thion; v popularizačních článcích označovaný jako „Y“) a „dNaM“ (chemicky (1R)-1,4-anhydro-2-deoxy-1-(3-methoxy-2-naftyl)-D-erythro-pentitol; v popularizačních článcích označovaný jako „X“ – pozor, nejedná se o xanthosin). Ty již nejsou odvozeny z purinu a pyrimidinu, ale obě obsahují dva kondenzované aromatické cykly. V r. 2012 tým vedený Denisem Malyshevem publikoval funkčnost těchto bází při replikaci in vitro, v r. 2014 pak úspěšné uplatnění in vivo. Vědci přidali do buňky bakterie Escherichia coli plazmid s novými bázemi. Bakterie s plazmidem se rozmnožovaly, jako by byly úplně obyčejné. Uměle syntetizované báze, nutné pro toto množení, byly dodávány z vnějšího prostředí (jejich syntézu buňka neumí) pomocí přenosového aparátu vypůjčeného z řas – gen pro jeho tvorbu byl vložen do genomu bakterie. Nový pár se tak ukázal plně funkčně ekvivalentní přirozeným párům nukleových bází. Díky dalšímu výzkumu se podařilo vyvinout nový transportér syntetických bází přes membránu a po chemické optimalizaci umělého páru bází se podařilo v roce 2016 udržet polosyntetický genom bakterie Escherichia coli životaschopný a stabilní, tj. schopný přetrvat minimálně 60 buněčných dělení.
V roce 2015 publikovaly dva týmy syntetických biologů výsledky prací na rozšíření genetické abecedy o další pár bází – „Z“ (chemicky 6-amino-5-nitro-2(1H)-pyridon) a „P“ (chemicky 2-aminoimidazo[1,2-a]-1,3,5-triazin-4(8H)on) a průkazu in vivo jejich rovnocennosti a kombinovatelnosti s přirozenými páry bází v řetězci DNA. Pokračující výzkumné práce vyústily ve vytvoření tzv. „hachimoji“ DNA a RNA (z japonských slov hachi – osm a moji – písmeno), obsahujících 8 různých bází vzájemně se párujících tak, že zachovávají geometrické poměry přirozené DNA (2 páry bází jsou přitom přirozené, 2 páry umělé: výše zmíněný pár Z···P a nový pár S···B, kde S je methylcytosin, B izoguanin) a hachimoji DNA je přitom schopna jednoznačného přepisu do hachimoji RNA (v níž S je izocytosin). Objev těchto uměle rozšířených nukleových kyselin byl publikován v r. 2019.
Chemická struktura nukleotidů je:

Párování bází v hachimoji DNA

Párování bází v hachimoji RNA

- u hachimoji DNA (vedle přirozených A, T, C, G):
  - dS (z deoxyS): 3-methyl-6-amino-5-(1'-β-D-2'-deoxyribofuranosyl)-pyrimidin-2-on
  - dB: 6-amino-9-(1'-β-D-2'-deoxyribofuranosyl)-4-hydroxy-5-(hydroxymethyl)-oxolan-2-yl]-1H-purin-2-on
  - dZ: 6-amino-3-(1'-β-D-2'-deoxyribofuranosyl)-5-nitro-1H-pyridin-2-on
  - dP: 2-amino-8-(1'-β-D-2'-deoxyribofuranosyl)-imidazo-[1,2a]-1,3,5-triazin-[8H]-4-on
- u hachimoji RNA (vedle přirozených A, U, C, G):
  - S (též rS): 2-amino-1-(1'-β-D-ribofuranosyl)-4(1H)-pyrimidinon
  - B: 6-amino-9-(1'-β-D-ribofuranosyl)-4-hydroxy-5-(hydroxymethyl)-oxolan-2-yl]-1H-purin-2-on
  - Z: 6-amino-3-(1'-β-D-ribofuranosyl)-5-nitro-1H-pyridin-2-on
  - P: 2-amino-8-(1'-β-D-ribofuranosyl)-imidazo-[1,2a]-1,3,5-triazin-[8H]-4-on